# Luis Hernando Rodríguez
Luis Hernando Rodríguez Ramírez (Ibagué, 16 de abril de 1961) es un abogado y político colombiano. Fue alcalde de la ciudad de Ibagué en el periodo 2012-2015. 
Actualmente se encuentra recluido en la cárcel de El Espinal por los delitos del desfalco de los XX Juegos Nacionales.

## Biografía
Luis Hernando Rodríguez hijo de Luis Hernando Rodríguez, exalcalde de Ibagué. Está casado con Luz Amparo Noreña y tiene tres hijos Luis, Daniela y Tatiana. Estudió su bachillerato en el Colegio San Simón de Ibagué y es abogado de la Universidad Externado de Colombia, estudió un postgrado en Derecho Constitucional y Administrativo de la Universidad Católica de Colombia y Postgrado en Derecho Comparado de la Universidad Complutense de Madrid, España.
En 1991 fue secretario de Hacienda del alcalde Francisco Peñaloza. Más tarde, acompañó al mismo político en el gabinete departamental como Secretario General. Hace parte del Consejo de Fundadores de la Universidad de Ibagué. Ha sido docente universitario de Derecho Comercial, en la Facultad de Mercadoctenia, Contaduría e Ingeniería Industrial y es miembro de la Asociación para el Desarrollo del Tolima.

## Alcalde de Ibagué
Luis Hernando Rodríguez se presentó dos veces para ser alcalde de Ibagué pero su aspiración no posperó, superando los 30.000 votos en los resultados finales. En las elecciones locales de 2011 Luis Hernando Rodríguez fue avalado por el Partido Liberal, Partido Conservador y la Alianza Verde para ocupar el cargo de Alcalde de Ibagué; su candidatura obtuvo el 44.22 % de la votación es decir, 78.233 votos válidos.

### Revocatoria del Mandato
En el año 2014 Emmanuel Arango y Pierre García lideraron el proyecto de revocatoria de mandato del entonces alcalde de Ibagué Luis H. Rodríguez quien fue elegido el 30 de octubre de 2011. En esa jornada obtuvo un total de 78 mil 445 votos, razón por la cual se requerían que las firmas válidas entregadas por los ciudadanos fueran al menos 31 mil 378, cifra equivalente al 40 % de la obtenida por el mandatario, y que es requisito indispensable para que los ciudadanos de Ibagué fueran convocados a las urnas para decidir sobre la revocatoria del alcalde.
En la revisión se concluyó que de las 50 mil 604 firmas radicadas, 25 mil 879 resultaron válidas, mientras que las 24 mil 725 restantes fueron descartadas por pertenecer al censo de otro municipio, por no aparecer en el Archivo Nacional de Identificación ANI o porque el número de cédula no corresponde al de los nombres y apellidos, entre otros motivos.

### Juegos Nacionales
En el marco de la construcción y restauración de los escenarios previstos para los Juegos Nacionales que se realizarían en noviembre del año 2015, la Alcaldía de Ibagué admitió que no tenía los recursos suficientes para la finalización de las obras. En realidad se espera que las investigaciones avancen para poder llevar a la cárcel a Luis H. Rodríguez. La Contraloría de Ibagué hizo una alerta en la ciudad por el lento avance de las obras que se adelantan en escenarios deportivos, de cara a los Juegos Nacionales que se realizaron en noviembre de 2015 en Tolima, Chocó y Cali.

### Plan de Ordenmiento Territorial
En una carta enviada al alcalde de Ibagué, Luis H. Rodríguez, el ministro de Ambiente Gabriel Vallejo instó a la administración municipal a estudiar la conveniencia de construir viviendas en inmediaciones al volcán Guacharacos. Esto ya que la Corporación Autónoma Regional del Tolima (Cortolima), puso de manifiesto ante el Servicio Geológico Colombiano las posibles amenazas y riesgos que representaría el volcán para asentamientos humanos.

### Participación en política
Para las elecciones locales de 2015 se denunció que Luis Hernando Rodríguez apoyaba al candidato del partido Cambio Radical, Partido Conservador y MIRA, Jhon Esper Toledo quien fue su secretario de gobierno, por medio de presiones a contratistas de la administración y el uso de los recursos público a favor de este.